# Das Spielzeug
Das Spielzeug (französischer Originaltitel: Le Jouet) ist eine französische Filmkomödie aus dem Jahr 1976. Der von  Francis Veber inszenierte und mit Pierre Richard und Michel Bouquet in den Hauptrollen besetzte Film wurde 1982 von Richard Donner unter dem Titel Der Spielgefährte (The Toy) neu verfilmt.

## Handlung
Der Reporter François Perrin arbeitet in einer Zeitung des Multimillionärs Rambal-Cochet. Er muss eines Tages über die Eröffnung einer Spielzeugabteilung eines Kaufhauses berichten. Der elfjährige Sohn des Multimillionärs, Eric, ist auch bei der Eröffnung. Dieser darf sich heute ein Spielzeug aussuchen und wählt den armen François! Um nicht auf der Straße zu stehen, nimmt François den Job als Spielzeug an. Am Anfang herrscht noch Abneigung, dann entwickelt sich langsam eine richtige Freundschaft. François lehrt den kleinen Eric, dass Geld nicht alles ist und man Menschen nicht kaufen kann. Erics Vater missfällt diese Freundschaft, und er versucht erfolglos mit allen ihm zur Verfügung stehenden Mitteln diese Freundschaft zu stören. Am Ende muss er Eric bei François lassen, da der ein besserer Freund für Eric ist als dessen eigener Vater.

## Auszeichnungen
Der Film war 1977 drei Mal für den französischen Filmpreis César nominiert (Drehbuch, Szenenbild und Kamera).

## Kritik
„Betulicher französischer Schwank, der die angeschnittenen sozialen Fragen durch vordergründige Gags überspielt.“